# Thladiantha henryi
Thladiantha henryi là một loài thực vật có hoa trong họ Cucurbitaceae. Loài này được Hemsl. miêu tả khoa học đầu tiên năm 1887.